# Yelicones vojnitsi
Yelicones vojnitsi är en stekelart som beskrevs av Papp 1992. Yelicones vojnitsi ingår i släktet Yelicones och familjen bracksteklar. Inga underarter finns listade i Catalogue of Life.